# 大開眼界：葛拉威爾的奇想
《大開眼界：葛拉威爾的奇想》（What the Dog Saw: And Other Adventures；ISBN 9780316075848），簡稱《大開眼界》，是一本由美國《紐約客》雜誌專職作家麥爾坎·葛拉威爾在紐約客雜誌上撰寫的短文所集結成的非小說書籍，利特爾與布朗出版社於2009年出版的暢銷書。

## 概要
《大開眼界》這本書是由葛拉威爾在《紐約客》雜誌上撰寫的19篇短文所集結成書。本書分為3個部分。第1部分的篇章主要敘述由葛拉威爾所描述的"少數天才"，這些天才令人很不可思議底專精於他們的專業，不過他們的事跡未必會被主要的媒體所報導。第2部分談到：理論、預測，及分析，主要敘述預測的問題。這一部分談到諸如情報收集的失敗，與安然公司的起落。第3部分述及各類心理學及社會學的議題。這些議題討論到諸如早發及晚發人物之區別，以及犯罪者側影描述等。

## 參閲
- 引爆流行

## 外部連結
- Book Review - 'What the Dog Saw - And Other Adventures,' by Malcolm Gladwell - Review - NYTimes.com（页面存档备份，存于） （英文）